# Crisi constitucional
En ciències polítiques, una crisi constitucional és un problema o conflicte en el funcionament d'un Estat que la constitució política (o la llei o lleis fonamentals equivalents) versemblantment no pot resoldre. De fet, és la crisi que sorgeix del fracàs (o almenys d'un alt risc de fracàs) d'una constitució de complir les seves funcions centrals. Una crisi constitucional és diferent d'una rebel·lió, que es produeix quan faccions polítiques de fora d'un govern en desafien la sobirania, com ara en un cop d'estat o en una revolució liderada per militars o per civils. També és diferent d'una crisi de govern, que té una afectació més limitada.

## Causes
La crisi pot sorgir per diverses causes, com ara pel fet que un govern vulgui aprovar una llei contrària a la seva constitució; que la constitució no pugui donar una resposta clara a una situació determinada; que la constitució sigui clara però seguir-la sigui políticament inviable; que els mateixos òrgans constitucionals dubtin o no estiguin a l'altura del que la llei els prescriu; o que els funcionaris del govern evitin tractar un problema greu excusant-se en interpretacions estretes de la llei.

## Conseqüències
Políticament, una crisi constitucional pot provocar una paràlisi administrativa i un eventual col·lapse del govern, la pèrdua de la legitimitat política o una guerra civil.
Quan la crisi sorgeix perquè la constitució és jurídicament ambigua, la resolució definitiva sol establir el precedent legal per a resoldre futures crisis de l'administració constitucional. Tal va ser el cas de la successió presidencial als Estats Units de John Tyler, que va establir que un successor a la presidència assumeix el càrrec sense cap limitació.

## Exemples
Les crisis constitucionals poden produir-se per conflictes entre diferents poders de l'Estat, entre el govern central i els locals, o simplement entre diferents faccions de la societat. En el transcurs de l'exercici de les funcions que tenen assignades les institucions, la crisi es produeix quan una o més de les parts en una disputa política decideixen deliberadament vulnerar una llei de la constitució; o quan incompleixen una convenció constitucional no escrita; o quan qüestionen la interpretació correcta i jurídica de la llei constitucional vulnerada o de la convenció política incomplerta.
Així ho va demostrar l'anomenat Afer XYZ, que va implicar el suborn de funcionaris francesos per part d'un contingent de comissaris estatunidencs enviats per a preservar la pau entre França i els Estats Units. L'incident es va publicar a la premsa estatunidenca i va crear una crisi de política exterior que va precipitar l'aprovació de les lleis d'estrangeria i de sedició. L'oposició a aquestes lleis (en la forma de les Resolucions de Virgínia i Kentucky) va adduir que violaven la llibertat d'expressió i va exhortar els estats a negar-se a fer-les complir perquè vulneraven la constitució.
Altres exemples de crisis constitucionals són la del vot dels coloureds a Sud-àfrica durant la dècada de 1950, la secessió dels estats del sud dels Estats Units el 1860 i 1861, la controvertida destitució del govern federal australià el 1975 i la crisi d'Ucraïna del 2007. En el cas del Regne Unit de Gran Bretanya i Irlanda del Nord, tot i no tenir una constitució escrita, es considera que n'hi ha una de no escrita, i per això els problemes d'aquesta mena que afecten el Regne Unit i els seus països constituents també es consideren crisis constitucionals.